# 코미 자치 소비에트 사회주의 공화국

코미 자치 소비에트 사회주의 공화국의 기

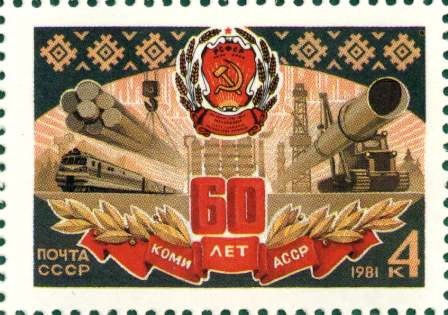
코미ACCP 성립 60주년 기념 우표

코미 자치 소비에트 사회주의 공화국(러시아어:Коми Автономная Советская Социалистическая Республика / KACCP)은 러시아 소비에트 연방 사회주의 공화국 북서쪽에 위치한 자치공화국(ACCP)으로 1936년 12월 5일부터 1992년 5월 26일까지 존재했었다. 수도는 식팁카르였으며 면적은 415,900㎢이며 인구는 1,250,847(1989년)이었다. 민족구성은 러시아인 57.7% 코미인 23.3% 우크라이나인 8.3% 타타르인 2.1% 벨라루스인2.1% 독일인 1.0% 기타 5.4(1989년)이었다.

## 같이 보기
- 소련
- 코미 공화국
- 자치 공화국
- 코미인